# Leonardo Navarro
Leonardo Navarro fou un futbolista mexicà.

## Selecció de Mèxic
Va formar part de l'equip mexicà a la Copa del Món de 1950.